# Reiko Arima
Reiko Arima (født 5. maj 1933 i Tokyo , Japan) er en japansk komponist, professor, lærer, rektor, pianist og arrangør.
Arima studerede komposition på Tokyo University of Fine Arts hos bl.a. Akira Ifukube. Hun har skrevet en symfoni, og har komponeret mest for orkester og klaver. Hun studerede japansk folklore og japansk musik som hun blander med den europæiske klassiske musik tradition. Hun blev senere lærer på Tokyo University of Fine Arts , og dernæst professor i komposition og rektor for stedets afdeling.
Hun har også udgivet undervisnings hæfter og partiturer.

## Udvalgte værker
- Symfoni nr. 1 "Okinawa" (2004) - for orkester
- "Børnenes have" (1966) - for klaver
- "Vind dans" (1970) - for klaver
- "Dans" (19?) - for klaver